# کنیدیان بوشپلان هریتیج اسنتر
کنیدیان بوشپلان هریتیج اسنتر (به انگلیسی: Canadian Bushplane Heritage Centre) یک فرودگاه است . این فرودگاه در کشور کانادا قرار دارد .